# نادي مودينا للكرة الطائرة
نادي مودينا للكرة الطائرة هو نادي محترف إيطالي في كرة الطائرة من مدينة مودينا يلعب في الدوري الإيطالي.